# Czynnik etiologiczny
Czynnik etiologiczny – czynnik wywołujący chorobę.
Wyróżnia się czynniki:
- ożywione (patogeny): bakterie, wirusy[1], grzyby, pasożyty
- psychiczne
- nieożywione:
  - chemiczne: substancje żrące, toksyczne, a także niedobory pokarmowe
  - fizyczne: światło lasera, promieniowanie jonizujące, silne pole magnetyczne, czynniki mechaniczne.

Czynnikiem etiologicznym może być również niedobór, brak lub nadmiar np. składnika pokarmowego lub elementu środowiska życia.